# 重友毅
重友 毅（しげとも き、1899年12月25日 - 1978年8月11日）は、日本の国文学者。

## 経歴
出生から修学期
1899年、山口県吉敷郡山口町で生まれた。1917年に早稲田大学部学部予科に入学するも、同年7月に中退し、第一高等学校に入学。1920年に同校を卒業後、東京帝国大学文学部国文科に進学。1924年に卒業。
国文学研究者として
同1924年、旅順工科大学予科教授に就いた。1933年、東京体育専門学校教授に転じた(～1941年)。1938年より武蔵高等学校教授も兼ねた。
1949年に武蔵大学教授となり、法政大学教授を兼任。1952年、学位論文『雨月物語の研究』を東京大学に提出して文学博士の学位を取得。1956年に武蔵大学を辞任し、法政大学および同大学大学院教授のみとなった。1958年から1960年まで、法政大学文学部長を務めた。1966年に法政大学を定年退職し、1967年からは広島女学院大学教授として教鞭を執った。
1978年に死去。

## 研究内容・業績
専門は上田秋成を中心とした日本近世文学。上田秋成研究の第一人者であり、著作集全5巻がある。

## 著作
著書
- 『近世国文学考説』積文館 1933
- 『近松』日本評論社(日本古典読本) 1939
- 『江戸の町人文学』日本放送出版協会(ラヂオ新書) 1940
- 『秋成』日本評論社(続日本古典読本) 1943
- 『近世文学の位相 古典による自覚と反省』日本評論社 1944
- 『雨月物語の研究』大八洲出版 1946
- 『近松の人間愛』生活社(日本叢書) 1946
- 『日本文学論攷 古典と現代』昭森社(思潮文庫) 1949
- 『日本近世文学史』岩波全書 1952
- 『雨月物語評釈』明治書院 1954
- 『日本近世文学：展望と考察』みすず書房 1954
- 『雨月物語』弘文堂(アテネ文庫,古典解説シリーズ) 1956
- 『近世文学史の諸問題』明治書院 1963
- 『志賀直哉研究』笠間書院 1979

著作集
- 『重友毅著作集』(全5巻) 文理書院 1970-1974

1. 第1巻『西鶴の研究』1974
2. 第2巻『芭蕉の研究』 1970
3. 第3巻『近松の研究』1972
4. 第4巻『秋成の研究』 1971
5. 第5巻『近世文学論集』1972

校訂など
- 『胆大小心録』上田秋成著、岩波文庫 1938
- 『春雨物がたり・くせものがたり』上田秋成著、岩波文庫 1939
- 『近松の人々』編、紫乃故郷舎 1950
- 『上田秋成集』(日本古典全書) 朝日新聞社 1957
- 『近松浄瑠璃集(上)』(日本古典文学大系) 岩波書店 1958
- 『濹東綺譚の世界』高橋俊夫共編著、笠間書院 1976

記念論集
- 『日本文学の研究 重友毅博士頌寿記念論文集』日本文学研究会編　文理書院、1974